# Marcel Mule
Marcel Mule (* 24. Juni 1901 in Aube; † 18. Dezember 2001 in Hyères) war ein französischer Saxophonist und Komponist im Bereich der klassischen Musik.

## Leben
Bereits mit 8 Jahren begann für Mule der Saxophonunterricht bei seinem Vater, der die Brass Band der französischen Gemeinde Beaumont-le-Roger leitete. Zusätzlich erhielt er Unterricht auf der Geige und am Klavier. Trotz dieser Förderung entschied er sich für den Lehrerberuf, schloss die École Normale in Évreux nach drei Jahren ab und unterrichtete ein halbes Jahr, bis er zum Militärdienst einberufen wurde. Nach dem Ersten Weltkrieg, in dem er in Paris in der fünften Infanterie diente, widmete sich Mule wieder stärker der Musik und trat 1921 der französischen Militärkapelle bei. 1923 wurde er in die Garde républicaine aufgenommen und erhielt in deren Orchester die Aufgabe des Saxophonsolisten. Dadurch erhielt er die Möglichkeit, in verschiedenen Orchestern und Bands aufzutreten.
1927 gründete Mule mit drei Kollegen der Garde das erste Saxophonquartett mit dem Namen „Le quatuor de la musique de la Garde Républicaine“, in dem er Sopransaxophon spielte. Anfänglich waren sie aufgrund mangelnder Literatur für die neuartige Besetzung dazu gezwungen, Transkriptionen klassischer Komponisten zu spielen. Durch die positive Kritik, die das Quartett erhielt, wurden Komponisten wie Gabriel Pierné, Florent Schmitt und Alexander Konstantinowitsch Glasunow auf sie aufmerksam und begannen, Stücke für Saxophonquartett zu schreiben.
1936 trat Mule aus der Garde aus, um sich stärker dem Komponieren und Auftreten widmen zu können. Das Quartett änderte seinen Namen in „Quatuor de Saxophones de Paris“, wurde jedoch später als „Quatuor de Saxophones Marcel Mule“ bezeichnet. Auch die internationale Bekanntheit wuchs, weshalb die Musiker in verschiedenen europäischen Ländern Konzerte gaben. 1944 wurde Mule zweiter Professor für Saxophon am Conservatoire de Paris. 71 Jahre nach Adolphe Sax’ Ruhestand entstand dort wieder eine Saxophonklasse. 1958 erreichte seine Karriere mit einer Konzertreise durch die USA zusammen mit dem Boston Symphony Orchestra ihren Höhepunkt. Neun Jahre später ging er in den Ruhestand. Sein Schüler Daniel Deffayet übernahm seine Stelle am Conservatoire. Im Alter von 100 Jahren starb Marcel Mule am 18. Dezember 2001.